# Niphargus schellenbergi
Der Höhlenflohkrebs Niphargus schellenbergi ist eine von rund 300 Arten der Gattung Niphargus aus der Ordnung der Flohkrebse. Diese Arten leben im Grundwasser oder in Höhlen. Es handelt sich um blinde durchsichtig-weiße Krebse.  
Niphargus schellenbergi ist nach dem Berliner Zoologen Adolf Schellenberg benannt, der in den 1930er Jahren zahlreiche Arten von Niphargus erstmals beschrieb.

## Merkmale
Neuere Analysen unter Nutzung genetischer Merkmale haben erwiesen, dass die in älteren Bestimmungsschlüsseln verwendeten Merkmale (Form des Hinterrands der drei Epimerenplatten, Längenverhältnis der Uropodenäste, apikale Dornen der äußeren Platte der ersten Maxillen, Netzung der Pleopoden) zur Unterscheidung der Niphargus-Arten innerhalb der Arten hochgradig variabel und nicht ausreichend zur sicheren Artunterscheidung sind. Bei vielen vor 2011 publizierten Artangaben der Gattung ist deshalb unsicher, welche Art tatsächlich vorlag.
Alle Niphargus-Arten sind schlanke und grazile, augenlose Tiere, sie sehen bei oberflächlicher Betrachtung vollkommen gleich aus und sind nur unter dem Mikroskop unterscheidbar. Individuen von Niphargus schellenbergi erreichen eine Körpergröße von etwa 5 bis 13 Millimeter. Niphargus schellenbergi kann von den verwandten Arten, die innerhalb seines Verbreitungsgebiets (sympatrisch) vorkommen, so unterschieden werden: Der Außenrand der Scherenglieder der Gnathopoden I und II trägt mindestens 2 Borsten (Setae) (bei N.aquilex nur eine, Achtung: Jungtiere besitzen immer nur eine Borste), der hintere Rand der Basis des Schreitbeinpaars (Peraeopoden) VII trägt 13 bis 18 Setae (bei N.aquilex und N.fontanus weniger, höchsten 12). Der Taster (Palpus) der ersten Maxillen trägt apikal (an der Spitze) nur 3 Setae (bei N.fontanus 5 bis 7). Niphargus schellenbergi ist außerdem tendenziell etwas größer als N.aquilex.

## Biologie
Niphargus schellenbergi ist obligater Grundwasserbewohner im wassergefüllten Lückensystem der Bodenmatrix (Interstitial), sie wird daneben in Höhlengewässern und an Quellaustritten gefunden. In oberirdischen Gewässern kommt sie höchstens ausgespült oder verschleppt vor. Sie kann nach Verschleppung in Gewässer aktiv ins Grundwasser zurückwandern. Die Art besitzt einen zweijährigen Entwicklungszyklus.

## Verbreitung
Niphargus schellenbergi ist in Deutschland, Frankreich, Belgien und den Niederlanden verbreitet. Sein Verbreitungsgebiet reicht von den Pyrenäen im Westen bis zum Harz im Osten, im Süden bis zu den Alpen und im Norden bis nahe der Nordseeküste. Er wurde im Maintal bei Lohr erstmals entdeckt. Die Art ist innerhalb ihres Verbreitungsgebiets nicht selten, in Belgien und Luxemburg war sie die am häufigsten gefundene der stygobionten Arten. Bei einer großen Untersuchung von Aquiferen in Baden-Württemberg wurde sie hingegen nicht angegeben.

## Taxonomie und Systematik
Die Art wurde als Unterart von N.aquilex erstbeschrieben (Niphargus aquilex subsp. schellenbergi), der Artrang erst später erkannt. Nach Analyse homologer DNA-Sequenzen (das als Marker beim DNA barcoding routinemäßig eingesetzte mitochondriale Gens COI (Untereinheit I) der Cytochrom c Oxidase) ist die Art gut von den verwandten Arten der Gattung differenzierbar und tatsächlich nicht am nächsten mit Niphargus aquilex verwandt (kein Schwestergruppenverhältnis). Innerhalb der Gattung gehören aber beide Arten einer nah verwandten Klade an.